# Muklovský betlém
Muklovský betlém je dílo z papíru zachycující scenérii inspirovanou narozením Ježíše Krista, které vytvořil tehdejší politický vězeň Jan Nesládek v roce 1949, jenž si v tu dobu odpykával dvanáctiletý trest za velezradu, z něhož první měsíce trávil v plzeňské věznici Bory, poté v Jáchymově a v pracovních táborech Vykmanov II a Bytíz. Propuštěn byl podmínečně roku 1953. Betlém vytvořil na Vánoce, když pobýval ve vězeňském táboře Rovnost. Výtvor je uložen v depozitáři střediska třetího odboje v Příbrami.

## Podoba díla

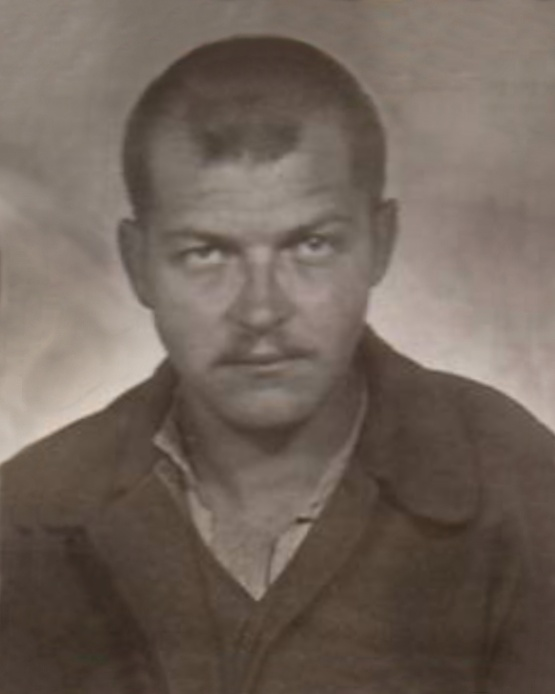
Autor muklovského betlému Jan Nesládek na vězeňské identifikační fotografii

V betlémě jsou postavy tří králů nahrazeny siluetami tří dozorců, nad jesličkami s nemluvnětem v chlévě se namísto obvyklého nápisu „Pokoj lidem dobré vůle“ nachází text „Cela lidem dobré vůle“ a anděl nelétá, nýbrž visí na šibenici. Celé dílo nemělo žádné pozadí, avšak když v roce 2015 vystavovali v tachovském Muzeu Českého lesa kopii betléma, doplnili autoři výstavy do jeho pozadí siluetu věznice Mírov, i přesto, že betlém vznikl v jáchymovském táboře Rovnost, a anděla posadili do letadla. Oproti zvyklostem, kdy vyobrazené postavy přicházejí, aby se poklonily narozenému Ježíši, v Nesládkově Muklovském betlému jedna z figur oděná do pruhovaného vězeňského oděvu naopak prchá ze scény pryč.
Betlémář Ján Chvalník, člen spolku Příbramští betlémáři, se pokoušel zjistit, koho postavy dozorců představují. Domnívá se, že předobrazem jednoho z nich je Albín Dvořák, nejkrutější z velitelů, jemuž se pro jeho malý vzrůst přezdívalo „Paleček“. Zobrazen je v černém fraku s cylindrem a doutníkem. V ruce drží pravděpodobně zbraň. Další ze tří postav má velký klobouk, rajtky, vysoké boty a v pravé ruce třímá důtky. Poslední je ztvárněn do podoby postavy oděné do uniformy s výložkami mající v jedné ruce hůl a ve druhé pytel. Zbylé z postav betléma jsou podle autorových vzpomínek odkazem na jeho život před pobytem ve vězení.